# Burgstall Schlossbühl (Hergensweiler)
Als Burgstall Schlossbühl wird die Burgstelle der abgegangenen Burg Mollenberg bezeichnet. Diese war eine mittelalterliche Höhenburg auf dem als „Schloßbühl“ bezeichneten Hügel am nördlichen Dorfrand von Mollenberg, einem Ortsteil der Gemeinde Hergensweiler im Landkreis Lindau (Bodensee) im bayerischen Westallgäu.

## Geschichte
Erbaut im 11. oder 12. Jahrhundert, vermutlich von Dienstmannen des Klosters St. Gallen, wurde die Burg jedoch erst im Jahre 1324 in einem Verzeichnis des Lindauer Spitals erwähnt, mit einem „Conrad von Schönstein“ als ihrem Besitzer. Zwischen 1337 und 1531 wechselt der Besitz von Burg und Weiler mehrfach zwischen miteinander verwandten oder verschwägerten Patrizierfamilien aus den umliegenden Städten. Ab 1531 begannen die Grafen von Montfort-Tettnang sowohl die Burg als auch den Ort Mollenberg mitsamt Mühle aufzukaufen und waren ab 1564 alleinige Eigentümer.
Im Jahr 1784 wurde die Burg infolge eines Blitzschlags weitgehend zerstört. Lediglich der Turm war bis 1832 weiter bewohnt, bis auch er durch einen erneuten Blitzschlag unbewohnbar wurde. Der am Burgstall anliegende Schlossbauernhof wurde nach einem Brand mit Steinen der Burgruine neu aufgebaut.

## Heutiger Zustand
Grundmauerreste, die in den 1960er Jahren noch sichtbar gewesen sein sollen, wurden inzwischen verfüllt.
Die Burgstelle wurde archäologisch erfasst und als Bodendenkmal (D-7-8324-0001) unter Schutz gestellt.